# Giorgio Bandiera
Giorgio Bandiera (Siracusa, 17 dicembre 1926 – ...) è stato un attore e doppiatore italiano.

## Filmografia
- Racconti dell'Italia di ieri - serie TV, episodio Carmela (1961)
- La notte dell`Epifania, da William Shakespeare, regia di Giorgio De Lullo - prosa televisiva trasmessa il 30 luglio 1962.
- La maschera e la grazia - film TV, regia di Anton Giulio Majano (1963)
- Il viaggio, regia di Flaminio Bollini - prosa televisiva trasmessa il 29 luglio 1963.
- I grandi camaleonti - sceneggiato televisivo (1964)
- La via della salute, regia di Carlo Lodovici - prosa televisiva trasmessa il 3 aprile 1964.
- Il conte di Montecristo, regia di Edmo Fenoglio - miniserie TV (1966)
- Le avventure di Laura Storm - serie TV, episodio 2.1 (1966)
- Uccideva a freddo, regia di Guido Celano (1967)
- Valèrie et l'aventure - serie TV (1967)
- Questa sera si recita a soggetto di Luigi Pirandello, regia di Paolo Giuranna - prosa televisiva trasmessa il 29 dicembre 1968.
- Stasera Fernandel, regia di Camillo Mastrocinque - miniserie TV, episodio Il frac (1968)
- L'assassinio dei fratelli Rosselli, regia di Silvio Maestranzi - miniserie TV (1974)
- L'ultimo aereo per Venezia - miniserie TV, regia di Daniele D'Anza (1977)

## Teatro
- La Notte Dell'Epifania o...quel che volete, da William Shakespeare, regia di Giorgio De Lullo, musiche di Fiorenzo Carpi, 24 aprile 1962.[1]

## Doppiaggio

### Cinema
- Robert Englund in Nightmare 2 - La rivincita
- Dennis Weaver in Duel
- Yaphet Kotto in Tuta blu
- James Brolin in Amityville Horror
- Chuck Norris in Il codice del silenzio
- Tom Skerritt in La zona morta
- Charles Aidman in I giustizieri della costa
- Nobuo Kaneko in Distruggete D.C. 59, da base spaziale a Hong Kong

### Televisione
- Jonathan Banks in Dimensione Alfa
- Gerald S. O'Loughlin in A tutte le auto della polizia
- Taurean Blacque in Hill Street giorno e notte
- Jean Pierre Cassel in Fantaghirò
- Richard Farnsworth in Anna dai capelli rossi
- Cesar Adrian Sánchez in Angelica alla corte del re
- Carlos Cámara in Natalie
- Emilio Conte in Povera Clara

### Serie animate
- Zeus in C'era una volta... Pollon
- Capo dei gatti in Ali Babà e i 40 ladroni
- Slythe in Thundercats
- Cap. Leech in Gulliver
- Allenatore della Toho (2ª voce) in Holly e Benji, due fuoriclasse
- Mario Anderlain e Don Santo in Grand Prix e il campionissimo
- William Slorin in Rocky Joe
- prof. Mirabilius in Combattler V
- Mago del Paese delle Meraviglie in Gli Orsetti del Cuore nel Paese delle Meraviglie